# 馬尼托沃克縣 (威斯康辛州)
馬尼托沃克县（英語：Manitowoc County）是美国威斯康辛州東部的一個縣，東臨密歇根湖，面積3,869平方公里。根據2020年美國人口普查統計，共有人口81,359人。縣治馬尼托沃克（Manitowoc）。該縣成立於1836年12月7日，縣政府成立於1848年；縣名來自馬尼托沃克河（河名來自阿爾岡昆語manitou，是「精靈世界」的意思）。